# Cerithiopsis pulchresculpta
Cerithiopsis pulchresculpta là một loài ốc biển, động vật chân bụng trong họ Cerithiopsidae. Nó được mô tả bởi Cachia, Mifsud, và Sammut, 2004.